# Frank Amyot
Frank Amyot (Otava, 14 de setembro de 1904 — 21 de novembro de 1962) foi um velocista canadiano na modalidade de canoagem, foi vencedor da medalha de Ouro em C-1 1000 metros em Berlim 1936.
Foi incluído no Canada's Sports Hall of Fame em 1955.